# Мотягино
Мотягино — деревня в Можайском районе Московской области в составе Порецкого сельского поселения. Численность постоянного населения по Всероссийской переписи 2010 года — 51 человек. До 2006 года Мотягино входило в состав Порецкого сельского округа.
Деревня расположена на северо-западе района, примерно в 33 км от Можайска, на правом берегу Москва-реки, высота центра над уровнем моря 214 м. Ближайшие населённые пункты — Никольское на юго-востоке, Грибово на севере, Глядково на северо-западе, Рассолово на западе и Стеблево на юго-западе.